# Pigmalion (opera)
Pigmalion – jednoaktowa opera (tyw. acte de ballet) napisana przez Jeana-Philippe’a Rameau. Premiera opery odbyła się 27 sierpnia 1748 roku w Operze Paryskiej. Autorem libretta jest Ballot de Sauvot. Pigmalion jest uznawany za najlepsze jednoaktowe dzieło Rameau; podobno powstało w ciągu ośmiu dniu.

## Historia utworu

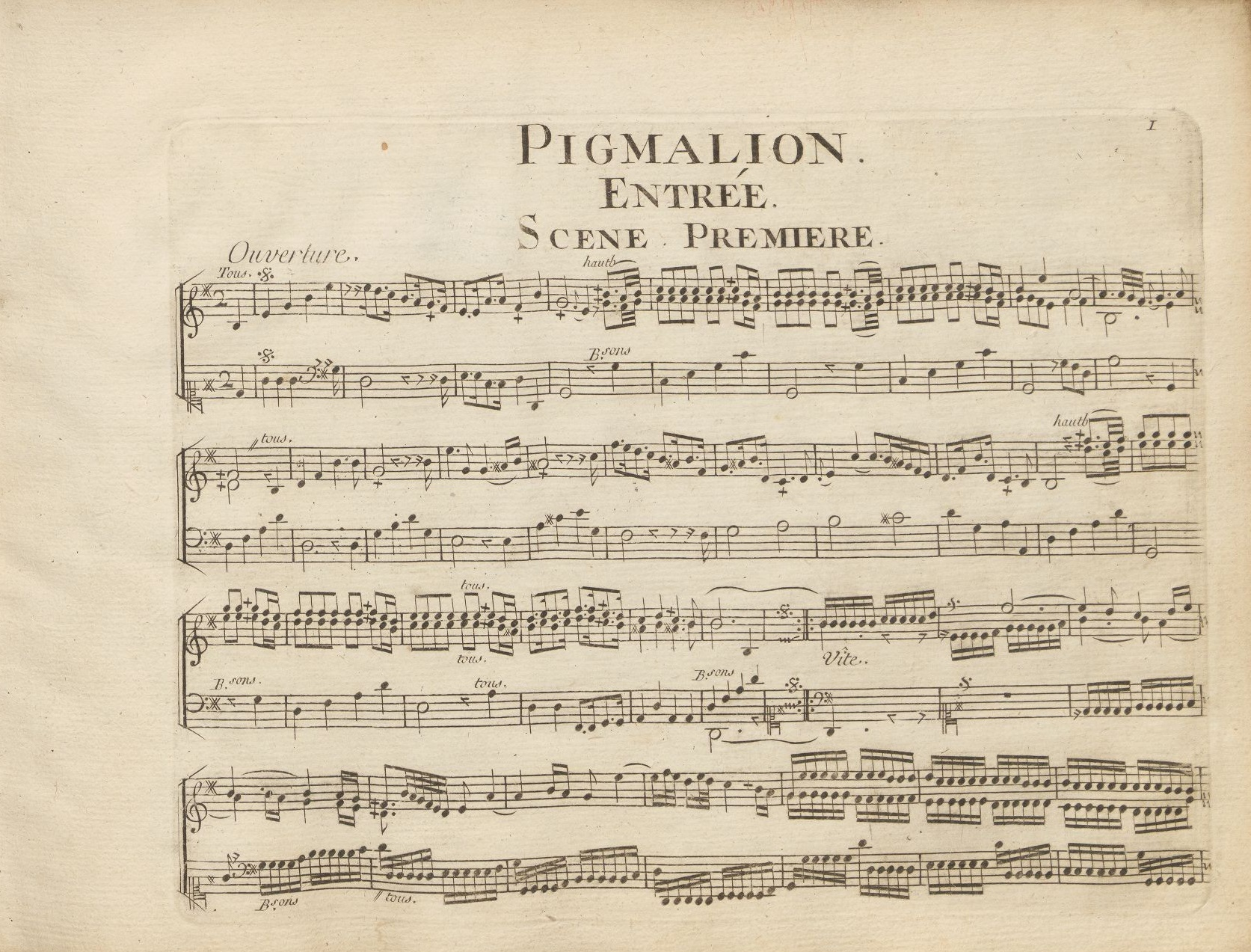
Pigmalion, 1748

Historię Pigmaliona, w kształcie jaki nadał jej Antoine Houdar de la Motte, wprowadził po raz pierwszy na scenę, jako piątą część swego baletu Triumf sztuki wystawionego w 1700 roku, Michel de la Barre. Po nim temat zainteresował jeszcze kilku kompozytorów. Libretto dla Rameau opracował na podstawie utworu de la Motte'a, twórca z kręgu pana La Pouplinière'a, Ballot de Sovot. Jednoaktówka miała swą premierę 28 sierpnia 1748 roku w paryskiej Académie Royale de Musique. Początkowo słabo przyjęty, utwór zyskał na popularności przy okazji wznowienia w 1751 roku. Niebawem liczbą przedstawień dorównał niemal Kastorowi i Polluksowi, utrzymując się na scenie przez 30 lat.
Pierwsze współczesne wystawienie Pigmaliona miało miejsce w 1913 roku. Dzięki swojej zwięzłości i znakomitej muzyce, utwór stał się znowu jednym z najczęściej grywanych utworów Rameau.

## Obsada
| Rola      | Rodzaj głosu      | Obsada podczas pierwszej premiery |
| --------- | ----------------- | --------------------------------- |
| Pigmalion | haute-contre      | Pierre Jélyotte                   |
| L'Amour   | sopran            | Marie-Angélique Coupé             |
| Céphise   | sopran            | Mlle Rotisset de Romainville      |
| La statue | baleriny i sopran | Mlle Puvignée fille               |

## Streszczenie
Opera oparta jest na historii mitycznego Pigmaliona, opisanego przez Owidiusza w Metamorfozach. W wersji Rameau i de Sovota rzeźbiarz Pigmalion tworzy piękną figurę, której wyznaje miłość. Jego narzeczona, Céphise, chce zwrócić na siebie uwagę, jednak zostaje odrzucona przez Pigmaliona, który prosi Wenus o ożywienie jego figury. Figura w magiczny sposób ożywa i zaczyna tańczyć. Wszyscy bohaterowie radują się i wychwalają siłę miłości. Wenus znajduje innego ukochanego dla odrzuconej przez rzeźbiarza Céphise.

## Charakterystyka utworu
Pigmalion jest niewątpliwym arcydziełem wśród ośmiu aktów baletowych napisanych przez Rameau w latach 1748-1754. W znacznej mierze zawdzięcza to librettu - krótkiej, dobrze skonstruowanej anegdocie, bogatej w sytuacje dramatyczne. Utwór otwiera uwertura mocnymi akordami, naśladującymi pospieszne uderzenia dłuta. Pierwszy monolog Pigmaliona - rozpaczliwa modlitwa skierowana do bogów należy do najlepszych arii tragicznych Rameau. Przerywa ją krótka dramatyczna scenka pomiędzy Pigmalionem i Cefizą. Konflikt ten rozwiewa się jednak szybko i Pigmalion znowu pozostaje sam ze swoim posągiem i bogami. Druga modlitwa błagalna skierowana do Wenus zostaje uwieńczona powodzeniem. W delikatnym obrazie orkiestrowym posąg ożywa i wygłasza czułe słowa miłości w pełnym wyrazu recytatywie. Amor wyśpiewuje triumfalną arietkę, kończącą akcję baletu. Następuje po niej finałowy obraz choreograficzny: Gracje uczą posąg tańczyć, tak że wkrótce potrafi już odtańczyć sarabandę i skocznego tamburyna. Do "muzeum" wpada niesforny lud, by podziwiać rzeźbę. Po pięknej pantomimie następuje hymn do Amora, a po nim dwie kolejne pantomimy i wirtuozowska aria głównego bohatera. Sztukę kończy wspólny taniec.

## Nagrania
- Pygmalion, Orchestre de chambre des Concerts Lamoureux, Marcel Couraud (Archiv Produktion, 1962)
- Pigmalion, La Petite Bande, Sigiswald Kuijken (Deutsche Harmonia Mundi, 1981)
- Pigmalion, English Bach Festival Singers and Orchestra, Nicholas McGegan (Erato, 1984)
- Pigmalion, Les Arts Florissants, William Christie (Harmonia Mundi, 1992)
- Pygmalion, Concert Royal, James Richman (Centaur, 2010)